# José Araneta Cabantan

Erzbischofswappen von José Araneta Cabantan

Wappen von José Araneta Cabantan als Bischof von Malaybalay

José Araneta Cabantan (* 19. Juni 1957 in Lagonglong, Misamis Oriental) ist ein philippinischer römisch-katholischer Geistlicher und Erzbischof von Cagayan de Oro.

## Leben
José Araneta Cabantan besuchte die Saint John the Baptist High School in Lagonglong. Anschließend erlangte er zunächst am Cebu Institute of Tecnology in Cebu City einen Bachelor im Fach Chemieingenieurwesen. Später studierte Cabantan Philosophie und Katholische Theologie am Priesterseminar St. John Vianney in Cagayan de Oro. Dort erwarb er einen Master. Am 30. April 1990 empfing er in der Pfarrkirche Saint John the Baptist in Lagonglong das Sakrament der Priesterweihe für das Erzbistum Cagayan de Oro.
Cabantan war nach der Priesterweihe zunächst als Pfarrvikar an der Kathedrale St. Augustine in Cagayan de Oro tätig, bevor er 1991 Pfarradministrator der Pfarrei San Roque in Catarman wurde. Von 1995 bis 1997 fungierte er als Studiendekan am Priesterseminar San Jose de Mindanao in Cagayan de Oro. Weiterführende Studien an der Loyola School of Theology in Manila schloss Cabantan im Jahr 2000 mit einem Lizenziat im Fach Katholische Theologie ab. Anschließend leitete er kurzzeitig als Regens das Priesterseminar San Jose in Quezon City. Von 2000 bis 2007 wirkte er in der Priesterausbildung am Priesterseminar St. John Vianney in Cagayan de Oro. Ab 2007 war Cabantan Pfarrer der Pfarrei Medalla Milagrosa in Cagayan de Oro und Generalvikar des Erzbistums Cagayan de Oro. Außerdem gehörte er dem Bischofsrat, dem Konsultorenkollegium und dem Priesterrat an. Überdies koordinierte er die erzbischöfliche Sozialkommission.
Am 18. Februar 2010 ernannte ihn Papst Benedikt XVI. zum Bischof von Malaybalay. Der Apostolische Nuntius auf den Philippinen, Erzbischof Edward Joseph Adams, spendete ihm am 30. April desselben Jahres in der Kathedrale St. Augustine in Cagayan de Oro die Bischofsweihe; Mitkonsekratoren waren der Erzbischof von Cagayan de Oro, Antonio Ledesma SJ, und der emeritierte Bischof von Malaybalay, Honesto Chaves Pacana SJ. Die Amtseinführung erfolgte am 15. Mai 2010. Sein Wahlspruch Spe salvi sumus („Auf Hoffnung hin sind wir gerettet“) stammt aus Röm 8,24 .
Papst Franziskus bestellte ihn am 23. Juni 2020 zum Erzbischof von Cagayan de Oro. Die Amtseinführung fand am 28. August desselben Jahres statt. Als Erzbischof ist Cabantan zusätzlich Vorsitzender der Birhen sa Kota Development Foundation und der Archbishop Hayes Foundation sowie Aufsichtsratsvorsitzender des Maria Reyna Xavier University Hospital. Ferner ist er Mitglied der von Teofilo Camomot Bastida gegründeten Society of Saint John Vianney (SSJV).
In der Philippinischen Bischofskonferenz fungierte Cabantan zudem von 2011 bis 2019 als stellvertretender Vorsitzender der Kommission für die indigenen Völker und leitete von 2015 bis 2021 den Rat für die Basisgemeinden. Außerdem repräsentierte er von 2013 bis 2017 und seit 2021 erneut im ständigen Rat der Bischofskonferenz die Region Nord-Mindanao. Darüber hinaus gehörte Cabantan den Kommissionen für das Bibelapostolat (2011–2013), für die Missionsarbeit (2013–2017), für die Migranten und Menschen unterwegs (2017–2019), für die indigenen Völker (2019–2021) sowie für die Gefängnisseelsorge (2021–2023) an.